# Wiki-Watch

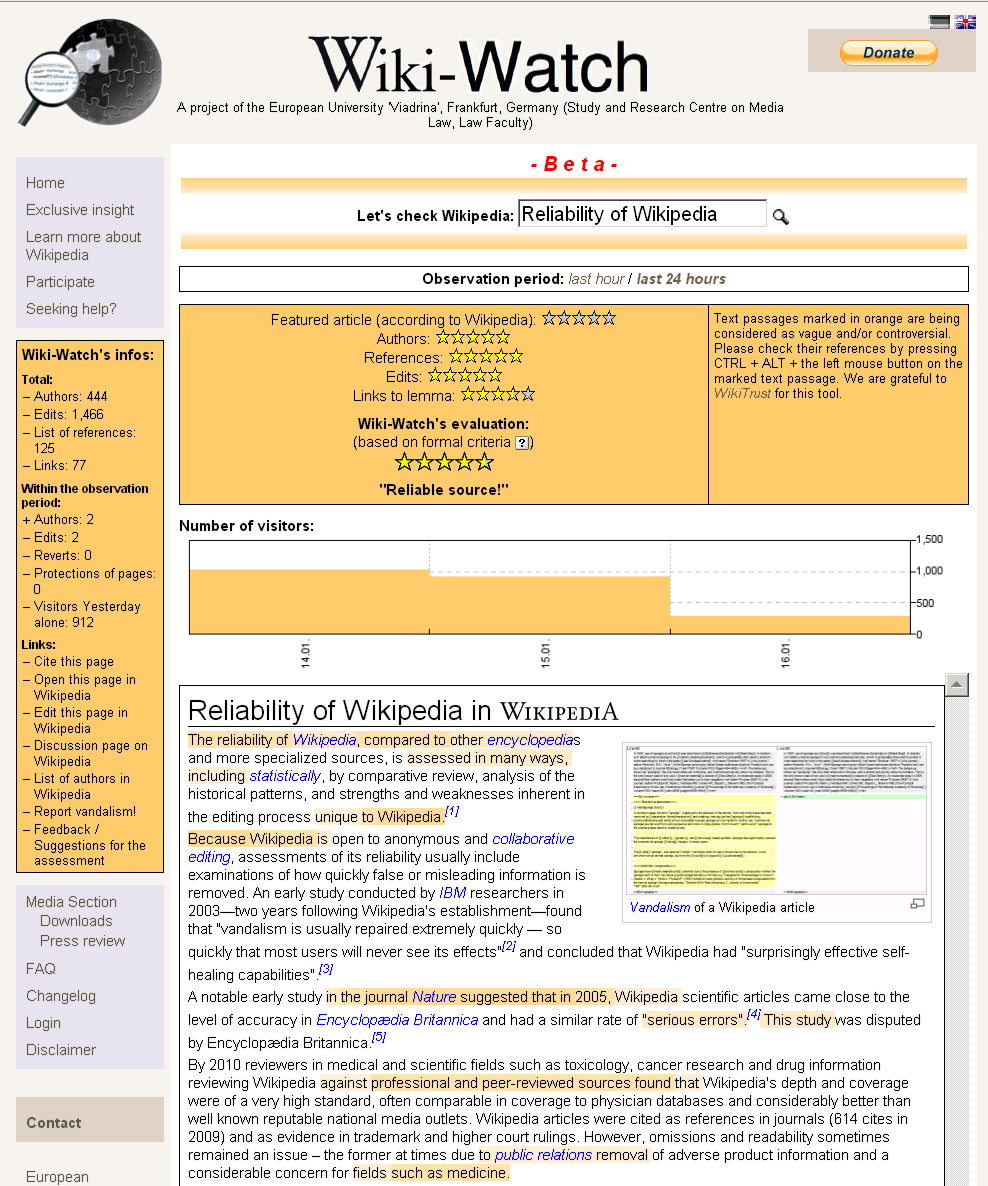

Wiki-Watch, anteriormente conocida como Arbeitsstelle Wiki-Watch im „Studien- und Forschungsschwerpunkt Medienrecht“ der Juristischen Fakultät der Europa-Universität Viadrina es un proyecto de una universidad alemana sobre la transparencia y fiabilidad de los artículos de Wikipedia, con especial atención a profesionales de la comunicación.
Wiki-Watch fue desarrollado en la Universidad Europea Viadrina en Fráncfort del Óder, Alemania, por un equipo que incluyó a los profesores Wolfgang Stock y Johannes Weberling.